# شیرو موریتانی
شیرو موریتانی (انگلیسی: Shirō Moritani; ۲۸ سپتامبر ۱۹۳۱ – ۲ دسامبر ۱۹۸۴) کارگردان فیلم، و فیلم‌نامه‌نویس اهل ژاپن بود.